# Richard Csejtey
Richard Csejtey (Dunajská Streda, Checoslovaquia, 25 de julio de 1979) es un deportista eslovaco que compitió en tenis de mesa adaptado. Ganó cinco medallas en los Juegos Paralímpicos de Verano entre los años 2000 y 2012.

## Palmarés internacional
| Juegos Paralímpicos | Juegos Paralímpicos   | Juegos Paralímpicos | Juegos Paralímpicos |
| Año                 | Lugar                 | Medalla             | Prueba              |
| ------------------- | --------------------- | ------------------- | ------------------- |
| 2000                | Sídney (Australia)    | Medalla de plata    | Equipo 9            |
| 2004                | Atenas (Grecia)       | Medalla de bronce   | Individual 8        |
| 2004                | Atenas (Grecia)       | Medalla de bronce   | Equipo 8            |
| 2008                | Pekín (China)         | Medalla de plata    | Equipo 6-8          |
| 2012                | Londres (Reino Unido) | Medalla de plata    | Individual 8        |